# 三座店镇
三座店镇是中华人民共和国内蒙古自治区赤峰市宁城县下辖的一个镇。
2013年，内蒙古自治区人民政府批复同意撤销三座店乡，设置三座店镇。

## 行政区划
三座店镇下辖以下村级行政区划单位：
三座店村、喇嘛城子村、哈日和硕村、敖汉营子村、乌苏台洼村、河东台村、马市营子村、西窝铺村、大塘土沟村、小塘土沟村、进宝沟村、苏家窝铺村、大金沟村、西沟村和八台营子村。